# Malackagråfågel
Malackagråfågel (Coracina larutensis) är en fågel i familjen gråfåglar inom ordningen tättingar.

## Utseende och läte
Malackagråfågeln är en stor gråfågel, grå ovan med svarta handpennor och en kraftig, något nedåtböjd näbb. Hanen är mörkare i ansiktet, medan honan generellt har tydligare ljus tvärbandning på bukens nedre del. Båda könen har en mörk fläck från näbben till strax bakom ögat. Lätet är ett tvåtonigt och rätt nasalt skri, "gii-yaak".

## Utbredning och systematik
Fågeln återfinns enbart på Malackahalvön. Den behandlas som monotypisk, det vill säga att den inte delas in i några underarter. Tidigare inkluderades den i Coracina macei, men urskildes 2024 som egen art baserat på skillnader i morfologi och läte.

## Status
IUCN erkänner den inte som art, varför den inte placeras i någon hotkategori.